# 織田絆誠
織田 絆誠（おだ よしのり）こと金 禎紀（キム・ジョンギ、1966年〈昭和41年〉10月23日 - ）は、日本の大阪生まれで、在日韓国人のヤクザ。指定暴力団・絆會会長。

## 人物
在日韓国人3世として大阪市に生まれる。5つ上の姉と2つ上の兄がいる。
モットーは「ヤクザはヤクザらしく」。

## 来歴
10代のころから同級生の不良グループの中でも中心的な存在となった。
18歳の時、父親が服役し、酒梅組系張本組に預けられヤクザになった。数年後に若頭にまで抜擢されるが「山口組と喧嘩するな」を不文律とする酒梅組に嫌気が差し、指詰めをして脱退した。
1988年、織田の幼少時からの憧れであった四代目山口組初代倉本組組長・倉本広文（柳川組出身）から盃をもらい倉本組の若衆となった。
1990年に起きた抗争事件「山波抗争」に参加し、銃撃事件の首謀者として逮捕、懲役12年の判決を受けて徳島刑務所に服役している。その後、旭川刑務所へ不良押送された。その服役中に初代倉本組若頭補佐に就任。
1998年倉本組長の死後、山口組六代目組長体制が発足するまでの約7年間、倉本組の名称は封印され、その系統は貴広会と倉心会に分かれ、織田は2001年出所後も初代組長への忠誠を示しどちらにも所属しなかった。
山口組山健組健竜会会長井上邦雄と親子の縁を結んだ。
2015年（平成27年）8月26-27日、所属する四代目山健組が六代目山口組を離脱して、井上邦雄らが設立した神戸山口組の傘下となったため、同組所属となる。この時、織田は山健組の一幹部に過ぎなかったものの神戸山口組直参に昇格し、最高幹部である「若頭補佐」の地位に就いた。さらに翌月には神戸山口組において若頭代行、四代目山健組において副組長に昇格し、公に出る機会も増加した事から報道でも「重要人物」として取り上げられる様子も見られた。
2017年（平成29年）4月、神戸山口組を脱退し任俠団体山口組を結成する。同年9月に織田の自宅近くで神戸山口組系組員に襲撃される。乗車する車を囲むように走行していた護衛車に襲撃者の車が衝突し、対応していた織田のボディーガードが拳銃で撃たれ即死する事態に発展した。
2022年6月6日21時45分ごろ、織田の自宅に大阪市生野区に住む無職男性38歳が軽乗用車でバックしながら突っ込み、金属製の玄関扉などを壊し現場に車を残して逃走。けが人はなかった。翌7日0時半ごろ、男は長田署を訪れ「出頭しに来ました」と話して関与をほのめかし、兵庫県警暴力団対策課と長田署は建造物損壊の疑いで逮捕した。調べに「私が一人でやったことに間違いない」と容疑を認めている。
2024年7月、大阪府警捜査4課に電磁的公正証書原本不実記録・同供用容疑で逮捕された。同年7月30日に処分保留で釈放。
同年9月9日、大阪地方検察庁は不起訴処分とした。
2025年4月7日午後1時、兵庫県警本部を六代目山口組の森尾卯太男本部長、津田力若頭補佐、安東美樹若頭補佐の3人が訪問し、以下の宣誓文を提出し、六代目山口組側は抗争終結を宣言した。「この度は全国の任侠団体の申し出により山口組は処分者の井上、入江、池田、岡本、宮下との抗争を終結する事にしました。尚、山健組処分者の織田とも今後一切揉める事はしません。一般の市民にはご迷惑お掛けしました。高山清司 執行部一同」。

## 親族
織田家
祖父・金 燕西（1906年 - 1978年） - 韓国済州島出身。「大阪府協和会」の副会長だった。
父・新一 - 通名のヤクザで酒梅組傘下の張本組組長・張本正来と兄弟分だった。